# 福鎌忠恕
福鎌 忠恕（ふくかま ただひろ、1916年12月24日 - 1991年4月12日）は、ドイツ文学・西洋思想史学者。弟は福鎌達夫。
大阪府出身。1941年上智大学文学部独文学科卒業。東洋大学社会学部助教授、教授、1962年「モンテスキューの社会学思想」で東洋大学文学博士。1987年名誉教授。1990年『ヴィーコ自叙伝』で日本翻訳出版文化賞受賞。専攻は知識社会学、言語社会学。1991年4月12日、食道癌のため死去。

## 編著
- 『ドイツ文法変化表』編 出版東京 1962
- 『モンテスキュー 生涯と思想 第1部』政治公論社 1970
- 『モンテスキュー 生涯と思想』全3巻 酒井書店 1975

### 翻訳
- ジョージ・バークレ『人間知識の原理』彰考書院 1949
- 『ヴォルテール自叙伝』元々社 民族教養新書 1954
- エミール・デュルケム遺稿 キュヴィリエ編『プラグマティズムと社会学』福鎌達夫共訳 関書院 1956
- ディヴィッド・ヒューム『宗教の自然史　ヒューム宗教論集1』斎藤繁雄共訳 法政大学出版局 叢書・ウニベルシタス 1972、新装版2011
- 『自然宗教に関する対話 ヒューム宗教論集2』斎藤繁雄共訳 法政大学出版局 叢書・ウニベルシタス 1975、新装版2014
- デューゴルド・ステュアート『アダム・スミスの生涯と著作』御茶の水書房 1984
- 『奇蹟論・迷信論・自殺論 ヒューム宗教論集3』斎藤繁雄共訳 法政大学出版局 叢書・ウニベルシタス 1985、新装版2011
- レオン・ヴァンデルメールシュ『アジア文化圏の時代 政治・経済・文化の新たなる担い手』大修館書店 1987
- 『ヴォルテール回想録』大修館書店 1989／中公クラシックス 2016
- 『ヴィーコ自叙伝』法政大学出版局 叢書・ウニベルシタス 1990、新装版2015

## 論文
- <福鎌忠恕